# Ольгинка (Северо-Казахстанская область)
Ольгинка (каз. Ольгинка) — село в районе Шал акына Северо-Казахстанской области Казахстана. Входит в состав Сухорабовского сельского округа. Расположен на реке Иманбурлык. Код КАТО — 595653300.

## История
Основан казаками. Первые поселенцы принадлежали русской православной вере. Летом 1896 года обосновались на казахских землях первые переселенцы из Полтавской и Черниговской губерний. Это были украинцы, бежавшие от голода, и, мечтавшие, может быть здесь, в степях, найти счастье для своих семей. Так было положено начало деревни Ольгинка. По-казахски эта местность называлась “жалғыз терек”, что означает “одинокая сосна”.
Землепользование было на 700 долей. Женский пол в то время земельным наделом не пользовался. Потому рождение мальчика в крестьянской семье всегда воспринималось с радостью.  Деревня состояла из двух улиц. В центре улиц находилась площадь примерно в 500 м шириной. На каждой улице был свой колодец и ходить за водой в чужой колодец считалось нарушением принятых правил.
Дома сельчане строили в основном деревянные. На нижней улице стояли три добротных кирпичных дома под железными крышами. На средней улице было несколько каменных домов. Два каменных и один кирпичный дома были двухэтажными, на нижних этажах у них находились торговые лавки. В середине 1930-х годов эти дома были вывезены из Ольгинки в село Марьевку на строительство Дома Советов.
Основным занятием переселенцев было хлебопашество и откормочное животноводство. Все работы в деревне выполнялись вручную. Основной тягловой силой были волы. В некоторых крестьянских домах были и лошади.
Многие старожилы села помнят, что по берегу реки были расположены 7 водяных и 4 ветряных мельницы. Однако этого не хватало, сельчане постоянно испытывали трудности при размоле зерна. В таких случаях на помощь односельчанам приходил мастер-самоучка Гапоненко А. Ф., который изготавливал ручную мельницу.
Гордостью ольгинцев была маслобойня. В конце 1930-х годов маслобойня сгорела.
Торговали животноводческой и полеводческой продукцией, выезжая в Тарангул, Марьевку, Казанку. Торговали в основном после окончания полевых работ. Большую часть времени сельчане проводили в поле. Значительная часть населения в то время торговала промышленными товарами.
По административному делению Ольгинка того времени относилась к Красной волости Кокчетавского уезда Акмолинской области с губернским управлением в городе Омске. Основными представителями административной власти были волостной и церковный староста. Грамотность определялась двухклассной церковной школой, которая находилась в доме у попа.
В 1928 году ольгинцы своими силами начали строить новую школу. Руководил строительством мастер Малой Ольгинки Андрей Николенко. Строилась школа 4 года, рядом с церковью, на высоком фундаменте, она была гордостью села. Однако не все дети села Ольгинки по разным причинам могли учиться. Жили крестьяне в селе замкнутой жизнью, книг в селе почти не было, газеты не поступали вообще. Новости узнавали у людей, побывавших в городе.
Гражданская война началась для ольгинцев с мобилизации колчаковской армии. Советская власть в Ольгинке утвердилась в форме сельского совета. Первым председателем сельского совета был Василий Лавров. В то время в деревне были кулацкие мятежи, во главе их были братья Капустины, Федор Терещенко, Иван Долотин. Кулаки жестоко расправлялись с советской властью, активистами села. Как вспоминает А. Доценко, все заключенные были закрыты в амбар, где решалась их судьба. Против расстрела выступил поп, потому что не хотел в деревне братоубийства. Но не он спас заключенных, а отряд Красной армии под командованием Ковалева.
В 1930 году образовался колхоз «Щит». Весь колхозный инвентарь, скот были объединены. Первым председателем колхоза был Григорий Пичик. Посевная площадь колхоза в то время составляла 2 тыс. га.
В конце 1930 года в Ольгинке закрывают церковь. Церковь была оборудована под клуб.
1931—1933 гг. были трудными для сельчан, был голод. Многодетных, малообеспеченных семей отправляли в отходняки. В то время из села уехало около 60 семей: Кулик, Шкловских, Пичек, Медянские, Терещенко, Белик, Певель и другие.
1934 год приносит хороший урожай. Колхозники поверили в преимущество коллективного труда. Были организованы 4 полеводческих бригады, которые возглавили Варивада Л. Г., Ночевный П. И., Губа С. И.
В конце 1934 года многие отходняки начали возвращаться в деревню. Колхоз начал закупать технику. Первыми шоферами были Кришталь, Терещенко Ф., Викторенко С. А., Викторенко И. А. Первыми машинистами были Зиненко И., Викторенко А.
В деревне открывается семилетняя школа и фельдшерский пункт. Заведующим фельдшерским пунктом был назначен Шумцов В.Т. Проработал он в Ольгинке до 1960-х годов, до ухода на пенсию. Много лет проработала в фельдшерском пункте и Прохорова М. М.
В середине 1930-х годов в деревне открывается почтовое отделение. Почту ежедневно доставляли в Ольгинку из Соколовки. Первый доставщик почты был Буриако И. В., затем Пичик П., а разносчиком почты была Ярмак А. А. В 1938 году при почте открывается сберегательная касса и налаживается телефонная связь с Марьевкой.
В 1938 году за хороший урожай колхоз «Щит» был удостоен диплома Всесоюзной выставки народного хозяйства. Как вспоминает Марьенко П. Т., колхоз «Щит» получил 40 центнеров с га  добротного урожая. Такой урожай был до 1942 года. Колхоз экономически окреп, люди начали жить зажиточно, но мирная жизнь сельчан была прервана известием о Великой Отечественной войне. Первыми узнали о войне в то утро те, кто находились в Марьевке.
Воевали ольгинцы на всех фронтах ВОВ. В то страшное время из села ушло на фронт 265 человек, вернулись 151 человек. Во время войны МТС оказывала колхозу большую помощь в проведении полевых работ. Ушедших на фронт механизаторов, заменили женщины и подростки. Во время войны проработали на тракторе Терещенко Г.Н., разъездными механиками работали Полукеева Мария, Кришталь Марфа, многие женщины работали помощниками комбайнеров, их называли штурвальными.
В 1947 году директором МТС был назначен Шишкин И. П.
В 1940-е годы в селе была открыта средняя школа. Директором школы был Кузнецов В.Д.
В декабре 1948 года вступает в эксплуатацию первая электростанция. Во всех домах колхозников зажигаются электрические лампочки. Первый электрический ток дал Таранко Иван.
В Ольгинке открывается маслозавод, на котором вырабатывают сыр, масло, творог, казеин. Эту молочную продукцию отправляли в Петропавловск. Первым директором маслозавода был Лысенко В.Д., затем Лиснекова Г.М., Пенза Т. Работниками маслозавода были Терещенко Николай, Лысенко Татьяна, Марьенко Валентина, Жданова Нина и др.
Открывается в селе больница-стационар на 30 мест. Заведующим стационара была Горбунова А.Ф. В деревню приехали квалифицированные медицинские работники Короткова, Лысенко  и др.
В конце 1950-х годов из Соколовки заведовать Ольгинским фельдшерско-акушерским пунктом переводят Викторенко Веру Дмитриевну. Также заведовала Ольгинским ФАПом и Ситникова Г.В.
В 1954 году колхоз «Щит» становится одним из лидеров среди передовых колхозов района. В эти же годы Ольгинская земля встречает первоцелинников. Их размещают по квартирам. Весной  начинается строительство финских домиков, для семейных образована бригада первоцелинников, которую возглавил Моргун Т. И. Помощником бригадира был Адрианов М. Среди первоцелинников были Шустов Б. (трагически погиб и похоронен у нас в селе),  Соколов В., Голденков, Мосолов. Второй поток первоцелинников прибыли в 1955 году: Михайленко Г., Солодовник Ж., Соболевский Н., Лукашов, Яковлев В., Удальцов, Артеменко И. (по мобилизации вернулся в свое родное село).
С 1959 года на базе МТС и его построек было организовано Ольгинское механическое училище № 145, ежегодно выпускающее более 200 человек. Посевная площадь училища составляла 1021 га. Преподаватели, курсанты училища сами обрабатывали землю, сеяли, убирали. В 1968 году училище сдает государству 10 000 центнеров зерна. Пополняется учебная база, строятся корпуса. Директором училища был Шишкин И. П.  После его ухода на заслуженный отдых это место занимает Потякин Ф. В., а когда Потякин был переведен в областное управление профессионально-технических организаций, его место занял Алибаев Ж. А.
Был создан совхоз Ольгинский, который возглавил Терещенко В. Е. Центральную усадьбу по решению руководителей перенесли в Сухорабовку: центральная контора, сельский совет, средняя школа. Ольгинка стала первым отделением совхоза им. Быковского. Управляющим отделением была Мажуга З. И., агрономом Мельникова Т. М. (она первая добилась высокой культуры земледелия на полях), бухгалтером отделения была Крючкова Г. Е., веттехником проработала 47 лет Шульга З. И. Лучшими животноводами села были Пичик М., Грибцова М., Дударева Е., Миллер Е., Павленко З., семьи Нагатаевы и многие другие.
В 1975 году был создан совхоз Ольгинский, но уже в Ольгинке. Директором совхоза был Тополян И. Е. Совхоз начинает строить дома для специалистов, рабочих, центральную контору, мост. В 1977 году, по состоянию здоровья, Тополян И. Г. уходит, и на смену ему приходит Колода В.А. При его деятельности в эксплуатацию вступает ферма для телят. Руководителем фермы была назначена Юркова Н. Д. Это была одна из лучших ферм в районе. В Ольгинку за опытом работы приезжали из других хозяйств района. За последние пять лет в совхозе сменилось 4 руководителя. У руля совхоза стал Роголев Д. И.
В 1985 году в Ольгинке была построена средняя типовая школа.
Много замечательных людей живёт на ольгинской земле. Это механизаторы: Терещенко Г. М., Терещенко М. Г., Роголев И., Соболевский, Квач; кавалеры двух орденов Труда и Красного Знамени Сычевой Ф. В., Мешенин И. С., Мажуга И. Ф., Сычевой И. В., Картовский Н. Г., Кошляк И. Г., Шкловский Г. В.; кавалер ордена «Знак почета» Носко Любовь Гавриловна, которая проработала 18 лет на тракторе К 700 и другие.
В селе Ольгинка родился и вырос летчик-космонавт Викторенко А.С.; кандидаты сельскохозяйственных наук Ковтун В.И. и Чмут Н.П., ведущий оператор Кустанайского телевидения Андрианов В.М., заслуженный учитель Казахской ССР Ващенко И.Е., ведущий онколог области Беленькая Т.В., заслуженный работник сельского хозяйства и директор совхоза Луговской, Мураев Г.Д., работник юстиции Зайцева С.Н. и Белоусов С.А., мастера спорта Павленко П.М. и Сычевой Н.Д., главный инженер Московского проектно-изыскательского института «Мосжелдорпроект» Марьенко В.Н. и многие другие.
Фольклорный ансамбль «Ольгинские зори» был неоднократным лауреатом районных, областных и республиканских конкурсов.
В. Л. Дедлов «Панорама Сибири: (Путевые заметки)», 1900 год.
«…Когда мы выехали из Ольгина и направились дальше логом Бурлука, по его мягким травам, среди зеленых рощ, нам навстречу попался киргизский улус в сто кибиток, менявший пастбище. Еще издали слышны были звуки громадного стада и большой людской толпы. Крики и говор людей, блеянье овец, ржанье и мычанье. Стадо заняло саженей полтораста в ширину. Когда мы сошлись, нам представилось зрелище словно нарочно подготовленной театральной процессии. Да так оно, в сущности, и было. Перекочевка с одного пастбища на другое, это — праздник, обряд, серьезное дело. Старое место наскучило, и весело переменить его на новое. Надо доставить стада, скарб, стариков и детей благополучно, — и это не малая забота, требующая немало труда. Нужно идти в порядке, каждый на своем месте и при своем деле.
Стада идут на флангах, и среди них вертятся верховые пастухи, с длинными шестами в руках, поддерживающие тоже какой-то необходимый порядок среди этой тучи больших и малых четвероногих. По проторённому дорожному следу движутся скрипучие немазаные телеги с кибитками из холстины, кожи или ковров. В телегах — кладь, женщины, головы и плечи которых, как у католических монахинь, покрыты белыми платками, и маленькие ребятишки. На лошадях и волах, которые тащат двуколки, верхом сидят стройные прямые девушки, с румяными лицами, и, рассматривая нас, весело хохочут. Позади телег верхом — глава улуса, или, выражаясь прозаически, староста со своей свитой. Это нестарый, приветливый человек с открытым простодушным лицом. Его окружают мужчины, такие же славные лица, с орлиными носами и наивными черными глазами. У одного из свиты на руке, в кожаной перчатке, — огромный охотничий беркут, с колпачком, покрывающим голову. С мужчинами, верхом на жеребятах, едут мальчики постарше. Мужчины ничего не везут и сидят на жеребцах. Телегами управляют девушки, сидящие на волах или кобылах. Женщины должны ехать в телегах. Все установлено, освящено обычаем, распределено. И все изящно и красиво. Это не оборванный табор цыган. Все в новых опрятных одеждах. Белые покрывала женщин безукоризненно чисты. На девушках новые черные и коричневые халаты, с яркими красными и желтыми отворотами, и монгольские тапочки с пучками перьев в виде небольшого султана. На мужчинах ярких цветов шапки, с пушистыми меховыми околышами. Даже батраки-пастухи надели, за неимением красивых халатов и шапок, меховые малахаи и тулупы поновее. Красиво, стройно, естественно и счастливо. И жаль становилось славных мальчиков с тонкими желтоватыми лицами и честными черными глазками, которые доживут до времени, очень недалекого, когда в кокчетавской степи уже не будет таких перекочевок. И долго ждать, пока новый оседлый строй не выработает своих форм такой же законченности, какие создал старый, кочевой…».

## Население
В 1999 году население села составляло 764 человека (388 мужчин и 376 женщин). По данным переписи 2009 года, в селе проживало 518 человек (255 мужчин и 263 женщины).

## Известные люди и события
В посёлке родился лётчик-космонавт, Герой Советского Союза — Александр Степанович Викторенко.